# Adélie Valley
Koordinaten: 65° 30′ S, 136° 0′ O
Das Adélie Valley ist eine Tiefseerinne in Form eines untergegangenen Fjords am Rand der Antarktischen Kontinentalplatte in der D’Urville-See vor der Küste des Adélielands, nach dem es auch benannt wurde.